# Popowo Tomkowe
Popowo Tomkowe – wieś w Polsce, położona w województwie wielkopolskim, w powiecie gnieźnieńskim, w gminie Mieleszyn, pomiędzy Gnieznem a Żninem przy trasie E 5. Wieś sołecka, liczy 223 mieszkańców. Zwane było Popowem Mniejszym.
Znane jeszcze przed 1523 r. Stąd wywodzili się Popowscy. W 1793 r. wszystkie Popowa stanowiły jedną całość, należąc do Gozimirskich. W pierwszej połowie XIX wieku wieś należała do Borzęckich. W latach 80. XIX wieku Popowo Tomkowe zamieszkiwało 158 osób. Mieścił się tu wówczas młyn. Przed II wojną światową kierownikiem szkoły w Popowie był późniejszy więzień KL Auschwitz i działacz polonijny w Australii Bronisław Pędziński. 
W Popowie Tomkowym znajduje się odrestaurowany pałacyk z 1820 roku, w którym po II wojnie światowej mieściła się szkoła podstawowa.  
We wsi znajdują się również świetlica wiejska i remiza strażacka.
W latach 1954-1959 wieś była siedzibą gromady Popowo Tomkowe, po jej zniesieniu w gromadzie Mieleszyn. W latach 1975–1998 miejscowość administracyjnie należała do województwa poznańskiego.